# 斯拉夫哥羅德 (俄羅斯)
斯拉夫哥羅德（俄语：Славгород）是俄羅斯阿爾泰邊疆區西北部的一個城市，位於區府巴爾瑙爾以西394公里。2002年時人口為34,335人。
1910年建立，1914年設市。